# Rubus apricus
Rubus apricus — вид квіткових рослин родини трояндових (Rosaceae).

## Поширення
Поширення: Австрія, Чехія, Німеччина, Угорщина, Польща, Франція, Бельгія, Україна.
В Україні наводиться для Карпат, Львівської, Чернівецької областей та Житомирського Полісся